# Chris Jones (cestista 1991)
Christopher Rasheed Jones, detto Chris (Memphis, 3 luglio 1991), è un cestista statunitense, professionista in Europa.